# 3214 Makarenko
3214 Makarenko (1978 TZ6) là một tiểu hành tinh vành đai chính được phát hiện ngày 2 tháng 10 năm 1978 bởi L. Zhuravleva ở Nauchnyj.